# Rächer der Unterwelt
Rächer der Unterwelt (Originaltitel: The Killers, deutscher Alternativtitel: Die Killer) ist ein US-amerikanischer Film noir von Robert Siodmak aus dem Jahr 1946. Der erste Akt des Films, in dem der Ex-Boxer Ole „Der Schwede“ Anderson Opfer von zwei Auftragsmördern wird, basiert auf Ernest Hemingways Kurzgeschichte Die Killer. Ab dem zweiten Akt untersucht der Versicherungsdetektiv Reardon anhand von in Rückblenden präsentierten Zeugenaussagen die Gründe von Andersons Tod und erfährt, dass die Femme fatale Kitty Collins eine verhängnisvolle Rolle in dessen Schicksal spielte. The Killers gilt sowohl visuell als auch formal als ein Paradebeispiel für den Film noir. Für die Hauptdarsteller Burt Lancaster und Ava Gardner markierte der Film den Startpunkt ihrer Karrieren. The Killers wurde für vier Oscars nominiert und etablierte Robert Siodmak als einen der führenden Hollywood-Regisseure der 1940er Jahre.

## Handlung
Im Jahr 1946: Zwei Auftragsmörder treffen in Brentwood, New Jersey, ein und warten in Henry’s Diner auf die Ankunft von Ole „Der Schwede“ Anderson, der an einer Tankstelle arbeitet. Als er nicht erscheint, suchen sie ihn in seiner Pension auf. Der Schwede, von seinem Arbeitskollegen Nick Adams vorgewarnt, macht keine Anstalten zu fliehen. Er erklärt Nick: „I did something wrong – once“. Die Killer erschießen den Schweden.
Der Versicherungsdetektiv Reardon untersucht den Mord, da der Schwede eine Lebensversicherung über 2500 Dollar zu Gunsten des Zimmermädchens Mary Ellen Daugherty abgeschlossen hatte. Von Nick Adams erfährt er, dass einige Tage zuvor der Schwede an der Tankstelle einem Fremden – der Zuschauer erfährt später, dass es sich um den Gangsterboss „Big Jim“ Colfax handelt – begegnet war und seither nicht zur Arbeit erschienen war, sondern sich krankgemeldet hatte. Reardon sucht Miss Daugherty auf, die in einem Hotel in Atlantic City arbeitet. Sie erinnert sich daran, dass der Schwede vor sechs Jahren – 1940 – versucht hatte, im Hotel Selbstmord zu begehen, weil er von der Frau verlassen worden war, mit der er sich zuvor einige Tage dort aufgehalten hatte. Hinweise auf eine frühere Boxkarriere des Schweden führen Reardon zu Sam Lubinsky, einem Polizisten und Jugendfreund des Schweden. Lubinsky erzählt Reardon vom letzten Boxkampf des Schweden im Jahr 1935, als dieser sich die Hand so schwer verletzt hatte, dass er seine Karriere aufgeben musste. Lilly Lubinsky, Sams Frau, berichtet davon, dass sie damals die Freundin des Schweden war, dass sich dieser jedoch mit Kriminellen eingelassen hatte und Kitty Collins verfallen war, der Geliebten des Gangsterbosses Colfax. Sams zweite Erinnerung betrifft ein Ereignis aus dem Jahr 1938: Der Schwede ließ sich für Kitty verhaften und zu einer Gefängnishaft verurteilen, indem er die Schuld für einen Diebstahl auf sich nahm, den eigentlich Kitty begangen hatte.
Beim Begräbnis des Schweden trifft Reardon auf Charleston, den ehemaligen Zellengenossen des Schweden. In zwei Rückblenden erzählt dieser, wie der Schwede in der Gefängniszeit von 1938 bis 1940 von Kitty besessen war, nur ihr Taschentuch als Erinnerungsstück besitzend, wie er den Schweden nach der Haftentlassung der beiden Colfax vorstellte und wie der Schwede einwilligte, an einem Raubüberfall teilzunehmen, geblendet von der Anwesenheit Kittys und nicht wissend, dass Colfax und Kitty ein Paar sind. Reardon findet heraus, dass dieser Raubüberfall der Diebstahl der Lohnkasse der Prentiss Hat Company in Hackensack war; sein Chef Kenyon erzählt anhand eines Zeitungsberichts vom Ablauf des Verbrechens in der achten Rückblende des Films. Reardon wird von Sam Lubinsky in ein Krankenhaus beordert, in dem Blinky, einer aus Colfax’ Gang, im Sterben liegt. Blinky erzählt im Delirium zuerst vom Vorabend des Überfalls, als der Schwede und Colfax einen Streit hatten, dann vom Abend des Überfalltages, als der Schwede am – ohne Wissen des Schweden kurzfristig geänderten – Treffpunkt der Bande eintraf, erklärte, er sei betrogen worden, und das ganze erbeutete Geld an sich nahm.
Reardon kehrt zum Pensionszimmer des Schweden zurück. Er trifft dort auf Dum-Dum, ein weiteres Bandenmitglied, der auf der Suche nach dem gestohlenen Geld ist, das er dort vermutet. Nach einem Handgemenge kann Dum-Dum fliehen. Reardon sucht Colfax auf, der jetzt ein respektabler Geschäftsmann ist, doch dieser leugnet eine Beteiligung an dem Verbrechen. Der Detektiv schafft es, Verbindung mit Kitty aufzunehmen. Sie treffen sich im Nachtclub Green Cat. Kitty erzählt in der letzten Rückblende des Films davon, wie sie in der Nacht vor dem Überfall den Schweden aufsuchte, ihn warnte, die Bande wolle ihn betrügen, und ihn ermutigte, im Gegenzug nun selbst seine Komplizen hereinzulegen. Reardon erkennt, dass es ein doppelter Betrug war, von langer Hand von Colfax und seiner Geliebten Kitty geplant, um selbst an das ganze Geld zu kommen und die Schuld dem Schweden unterschieben zu können. Die beiden Killer tauchen im Green Cat auf, um Reardon zu töten, doch Sam Lubinsky erschießt die beiden. Kitty flieht. Reardon, Lubinsky und einige Polizeibeamte eilen ihr nach zu Colfax’ Haus. Sie finden dort Dum-Dum, von Colfax erschossen, und den sterbenden Colfax. Die beiden hatten sich einen Schusswechsel geliefert, als Dum-Dum erkannt hatte, dass er von seinem Boss getäuscht worden war. Kitty, zunehmend hysterisch, fleht Colfax an, sie zu entlasten, doch der sterbende Gangsterboss gibt die Wahrheit zu und beschuldigt damit auch Kitty.
Reardon kehrt zurück in das Büro seines Chefs. Dieser merkt an, die einzige Folge der Aufklärung des Falls sei wohl ein minimales Absinken der Versicherungsbeiträge um ein Zehntel Cent.

## Entstehungsgeschichte

### Drehbuch und Vorproduktion
Mark Hellinger, ein ehemaliger Journalist und Broadway-Produzent, der für seinen schillernden und exzessiven Lebensstil bekannt war und dem Kontakte zur Unterwelt nachgesagt wurden, war für Warner Bros. als Drehbuchautor (unter anderem Die wilden Zwanziger, 1939) und Produzent (unter anderem Nachts unterwegs, 1940) tätig gewesen, bevor er als freier Produzent seine erste unabhängige Produktion für Universal Studios verwirklichte. Dafür hatte er für 36.750 Dollar die Filmrechte an Hemingways Kurzgeschichte Die Killer gekauft. John Huston schrieb zusammen mit Richard Brooks und Anthony Veiller das Drehbuch und war auch für die Regie vorgesehen, doch es kam zu Meinungsverschiedenheit zwischen Huston und Hellinger. Huston, der bei Warner unter Vertrag war, erhielt – wie auch Brooks – keine Erwähnung in den Credits von The Killers. Hellinger engagierte schließlich Robert Siodmak für die Verfilmung der Geschichte. Siodmak hatte sich mit den Filmen Zeuge gesucht (Phantom Lady, 1943), Weihnachtsurlaub (Christmas Holiday, 1944), Onkel Harrys seltsame Affäre (The Strange Affair of Uncle Harry, 1945) und Die Wendeltreppe (The Spiral Staircase, 1945) bei Universal bereits einen Namen als Regisseur „schwarzer“ Kriminal- und Spannungsfilme gemacht.
Für die männliche Hauptrolle wurde Burt Lancaster engagiert, ein unerfahrener Schauspieler, der bislang lediglich für drei Wochen am Broadway in dem Stück The Sound of Hunting aufgetreten war. Auch die weibliche Hauptdarstellerin Ava Gardner konnte keine große Erfahrung in handlungstragenden Rollen vorweisen. Sie war bei MGM unter Vertrag und lediglich als Starlet in einer Reihe von Nebenrollen aufgetreten, bis sie sich gegen Konkurrentinnen wie Dorothy Comingore, Audrey Totter, Leslie Brooks und Pamela Britton für die Rolle der Kitty in The Killers durchsetzte und von MGM an Universal ausgeliehen wurde. Das Budget des Films betrug 875.000 Dollar.

### Produktion

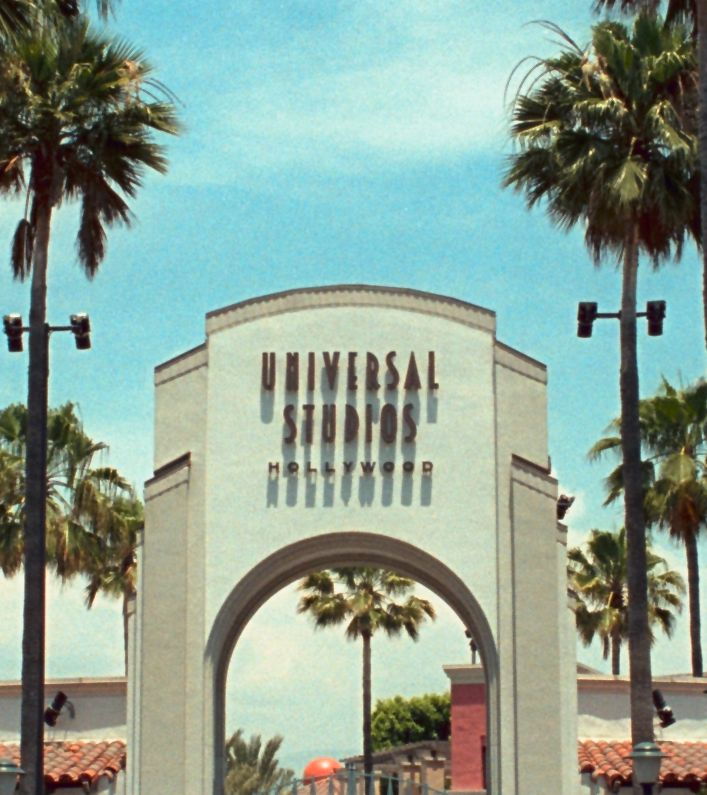
Drehort von The Killers: Die Universal Studios

Die Dreharbeiten fanden von Ende April bis zum 28. Juni 1946 auf dem Gelände der Universal Studios statt. Für die lange Plansequenz des Raubüberfalls nutzte Siodmak den Angestelltenparkplatz von Universal als Drehort. Die Szene, die mit einem auf einem Dolly fahrenden Kamerakran realisiert wurde, wurde insgesamt drei Mal gedreht. Siodmak nutzte den ersten Take, der einige Pannen durch orientierungslos agierende Schauspieler enthielt, um der Szene einen realistischeren Eindruck zu geben. Weiterer Drehort war das Hollywood Legion Stadium, in dem mit 2000 Komparsen der Boxkampf des Schweden gedreht wurde.
Die beiden unerfahrenen Schauspieler waren auf die Hilfe der Routiniers Siodmak und Hellinger angewiesen. Ava Gardner erinnert sich an die Unterstützung durch Hellinger: „Mark sah mich als Schauspielerin, nicht als Sexbombe. Er vertraute mir von Anfang an, und ich vertraute ihm.“ und durch Siodmak: „Siodmak half mir bei meiner härtesten Szene, der am Ende […]. [Er] ließ sie mich so lange wiederholen, bis ich wirklich hysterisch wurde und eine überzeugendere Darstellung ablieferte, als ich je gedacht hätte.“ Auch der bisweilen unsichere Lancaster musste einige Szenen bis zu 15 Mal wiederholen, bis ein zufriedenstellendes Ergebnis erreicht war.
Zwischen Hellinger und Siodmak kam es zu Meinungsverschiedenheiten über die dramaturgische Ausrichtung und den Stil des Films. Hellinger hatte zum einen Bedenken, ob die Konstruktion des Films aus Rückblenden funktionieren würde oder ob der Zuschauer durch die wechselnden Zeitebenen nicht überfordert wäre. Zum anderen wollte Hellinger dem Film einen viel realistischeren Stil verleihen und ihn eher dokumentarisch wie eine Nachrichtensendung auslegen. Vom Journalismus her kommend, wollte er in jeder Szene eine reißerische Pointe oder eine plakative Schlagzeile platzieren. Siodmak setzte sich schließlich weitgehend durch, indem er die realistische Wirkung der Bilder durch die expressive Lichtsetzung überhöhte. Siodmaks Angewohnheit, bereits während der Dreharbeiten in der Kamera zu schneiden, dem Produzenten und dem Filmeditor also nur wenig und genau vorgeplantes abgedrehtes Filmmaterial zur Verfügung zu stellen, verminderte den Einfluss Hellingers auf den fertigen Film zusätzlich.

## Rezeption

### Veröffentlichung und zeitgenössische Kritik
Der Verleihstart des Films in den USA war der 30. August 1946. Bereits in der ersten Woche spielte der Film 65.456 Dollar ein und wurde ein Publikumserfolg, der die Produktionskosten bei weitem wieder einspielte.
Die Kritik äußerte sich – unüblich für einen der sonst von ihr eher verachteten Kriminalfilme – sehr wohlwollend über The Killers. Manny Farber nannte den Film im The New Republic: „eine Produktion, die spannungsgeladen und aufregend bis hin zu den kleinsten Details im Hintergrund ist. Der solide dokumentarische Stil, der grelle melodramatische Beigeschmack, die Kunstfertigkeit (am besten sichtbar in den Szenen, die aus Dunkelheit und Licht modelliert wurden) sind hauptsächlich das Verdienst von Regisseur Robert Siodmak“. Herb Sterne urteilte in Rob Wagner's Script am 28. September 1946: “Regisseur Robert Siodmak und Kameramann Woody Bredell haben hervorragende Arbeit geleistet, um die […] Geschichte straff zu halten, und das Ergebnis lohnt den Gang ins Kino. Hart, rau und schmutzig, der Film geht bezüglich seines Themas niemals Kompromisse ein.” Bosley Crowther schrieb in der New York Times vom 28. September 1946, der Film sei „vielleicht nicht unbedingt das, was Hemingway im Sinn hatte“, doch der
„recht grausame, komplizierte Plot“ sei durch die Rückblenden „clever erzählt“, der Film „unterhaltsam“. Lancaster gebe sein Debüt als „schlaksige und schwermütige Darstellung des netten Jungen, der in seinen Ruin gelockt wird“, Gardner spiele „sinnlich und süffisant“.
The Killers startete in den bundesdeutschen Kinos am 16. Oktober 1950. Die Kritik in der Bundesrepublik, die konventionelle Erzählweise des deutschen Nachkriegsfilms gewohnt, reagierte eher ablehnend auf den Film. Der Tagesspiegel urteilte etwa am 28. Januar 1951, die vielen Rückblenden seien „dem Fluß der Handlung abträglich“. Christ und Welt kritisierte ebenfalls die Filmstruktur; die Rückblenden machten „einen ohnehin unglaubwürdigen Film noch verwirrter“.

### Auszeichnungen
The Killers war bei der Oscarverleihung 1947 für vier Oscars nominiert: Beste Regie (Robert Siodmak), Bester Schnitt (Arthur Hilton), Beste Filmmusik (Miklós Rózsa) und Bestes adaptiertes Drehbuch (Anthony Veiller). In allen vier Kategorien ging die Auszeichnung jedoch an William Wylers Melodram Die besten Jahre unseres Lebens. Bei den Edgar Allan Poe Awards gewann The Killers 1947 den Preis für den Besten Film.
Im Jahr 2008 wurde der Film in das National Film Registry aufgenommen.

### Einordnung und Bewertung
Heinzlmeier, Menningen und Schulz bezeichnen The Killers als „Paradestück der mittleren Phase des Film noir“, Essig gar als „Quintessenz des Film noir“. Werner hebt auf die hohe Stilsicherheit ab, die Siodmak mit diesem Film erzielte; er habe darin „eine erstaunliche Einheitlichkeit von Themen und einem Stil, der Kamera, Schnitt, Dekor, Licht und auch Ton und Musik gleichermaßen virtuos handhabt erreicht.“ Gifford nennt The Killers die „wahrscheinlich beste Kinoversion einer Hemingway-Geschichte“.
Dickos hebt auf die stilistischen Qualitäten des ersten Akts ab und erläutert ihren exemplarischen Wert für den Film noir an sich: „Der cinematographische Code von Licht und Dunkelheit, die Bedrohung, die Gewalt, und eine unbekannte Vergangenheit, vor der einer nicht mehr entkommen kann, und das Gefühl eines unentrinnbaren Verhängnisses, all das steht in den ersten zwölf Minuten des Films geschrieben.“ Steinbauer-Grötsch ergänzt bezüglich der Eröffnungsszenen des Films: „Robert Siodmak setzte in The Killers den visuellen Standard für die folgenden Film noirs: Die Gestalten der beiden Mörder verwandeln sich in schemenhafte schwarze Silhouetten, in mythische Todesboten, die aus dem Nichts erscheinen und nach der Tat wieder verschwinden.“
Bould bezieht sich ebenfalls auf die stilbildenden Eigenschaften von Siodmaks Film und merkt an, er sei „faktisch die Erfindung des Low-Key-Stils im Film noir […] und ein Kompendium von Film-Noir-Plots.“ Grob beurteilt den prägenden Einfluss von The Killers auf die Weltsicht des Film noir: „So dunkel, so schwarz wie in The Killers wurde die Welt nie zuvor gezeichnet – und nur einmal danach: in Touch of Evil, von Orson Welles […] ebenfalls für Universal gedreht.“ Diese radikal-pessimistische Qualität hebt Shadoian ebenfalls hervor: „The Killers führt bis auf den Grund. Es gibt nur noch den Weg nach oben.“

### Nachwirkung
Siodmak wurde mit dem Erfolg von The Killers zu einem der angesehensten Regisseure Hollywoods. Hellinger schenkte ihm aus Dankbarkeit für den Erfolg einen 46er-Cadillac; Siodmaks Wochengage bei Universal stieg auf 2.100 Dollar. Er wurde für ein halbes Jahrzehnt zum führenden Hausregisseur von Universal, wie es später Douglas Sirk für die 1950er und Alfred Hitchcock für die 1960er Jahre werden sollten. 1946 deklarierte ihn das Magazin Fame zum Champion of Champions Director, und er wurde selbst für Universal so teuer, dass man ihn des Öfteren für große Summen an andere Studios auslieh.
Siodmak verband in The Killers Elemente der europäischen Filmtradition mit amerikanischen Motiven. Seine Mischung von expressiver Lichtgebung und realistischen Elementen in Verbindung mit einer harten Kriminalgeschichte gilt als stilentwickelnd für den Film noir der späteren Phase. Obwohl Siodmak nie das Recht auf den Final Cut hatte, schuf er sich große autorische Freiheiten, indem er mit unabhängigen Produzenten wie Hellinger zusammenarbeitete und Zwängen entgegentrat, indem er zum Beispiel „in der Kamera“ schnitt, um seiner Arbeit größtmögliche künstlerische Originalität zu wahren. Clarens urteilt: „Der Siodmak-Stil war eine Variante des Europäischen Realismus, die authentisch aussehende Studioarbeit mit echten Drehorten kombinierte, und zwar auf höchst artifizielle Weise aufgenommen.“
Die konsequente Missachtung einer zeitlich linearen Erzählung in The Killers wurde zum Vorbild für viele Neo-Noirs wie etwa Reservoir Dogs, Traffic oder Memento. Auch Die üblichen Verdächtigen nutzt eine erzählerische Situation wie in The Killers: Der Protagonist wird zu Beginn des Films ermordet und seine Geschichte in Rückblenden aufgerollt. Während Hemingways Kurzgeschichte noch weitere Male als Grundlage für Verfilmungen diente (etwa Andrei Tarkowskis Studentenfilm Ubiizy und Don Siegels Der Tod eines Killers, der die Rückblendenstruktur von The Killers aufnahm, die Geschichte des Opfers jedoch aus der Sicht eines der Mörder erzählte), wurde auch The Killers selbst zitiert und parodiert: Carl Reiner verwendete für Tote tragen keine Karos Material aus Siodmaks Film.
1958 versuchte Siodmak, vom Erfolg des Films nochmals zu profitieren, als er in der Bavaria Film zwei Pilotfilme für eine – später nicht realisierte – Fernsehserie namens Die Killer inszenierte. Siodmak erläuterte 1959 gegenüber der Times, die Pilotfilme hätten inhaltlich nichts mit dem Film von 1946 zu tun; er habe den Seriennamen deshalb gewählt, weil er ein „guter Titel“ sei, der sich außerdem inzwischen in Public Domain befinde.

## Synchronisation
Rächer der Unterwelt wurde im Jahr 1950 bei der Ultra Film Synchron GmbH unter der Synchronregie von Alfred Vohrer synchronisiert.
| Rolle                      | Darsteller         | Dt. Synchronstimme  |
| -------------------------- | ------------------ | ------------------- |
| Ole „Der Schwede“ Anderson | Burt Lancaster     | Curt Ackermann      |
| Kitty Collins              | Ava Gardner        | Eva Vaitl           |
| Jim Reardon                | Edmond O’Brien     | Paul Klinger        |
| „Big Jim“ Colfax           | Albert Dekker      | Wolfgang Eichberger |
| Sam Lubinsky               | Sam Levene         | Werner Lieven       |
| Lilly Harmon Lubinsky      | Virginia Christine | Ruth Killer         |
| „Dum Dum“ Clarke           | Jack Lambert       | Wolfgang Preiss     |
| Al                         | Charles McGraw     | Wolf Ackva          |
| Max                        | William Conrad     | Hans Hinrich        |
| „Blinky“ Franklin          | Jeff Corey         | Bum Krüger          |

## Filmanalyse

### Inszenierung

#### Visueller Stil

##### Lichtsetzung
Obwohl Siodmak mit seiner Arbeit in Deutschland nicht dem sogenannten Expressionistischen Film zugerechnet werden kann, macht er sich Elemente dieser Tradition zu eigen, vor allem in der Ausleuchtung der Szenen. Seine harte, extrem stilisierte und low-key ausgeführte Lichtsetzung arbeitet in The Killers vor allem nach dem Prinzip des Chiaroscuro mit den Gegensätzen von Licht und Dunkelheit. Das Licht kommt oft aus einer einzigen Quelle, ist punktgenau und modelliert dadurch Schattenbilder und Schattenrisse von dramatischer Wirkung. So assoziiert Clarens etwa in der Eröffnungssequenz durch die „brutale Beleuchtung“ der beiden Auftragsmörder direkt von oben „eine nachhaltige Erinnerung an Gestapo-Schergen“; für Greco wirken ihre Gesichter dadurch „wie Totenmasken“. Dieses Spiel mit Licht und Schatten wurde bereits im Drehbuch als „a la Siodmak“ vorgegeben, die Lichtdramaturgie verfestigte sich als Siodmaks persönliches Markenzeichen.
Siodmak kehrt in subversiver Weise die Bedeutungszuschreibungen von Licht und Dunkelheit um. Während normalerweise Licht im Film mit Sicherheit, Leben und Hoffnung verbunden wird, „schmerzt und erschreckt das Licht“ in The Killers, wie Shadoian anmerkt. Der Schwede flüchtet sich vor den Killern in die Dunkelheit, sie bleibt sein einziger Fluchtpunkt. Reardon versucht im Kontext der Erzählung „Licht“ in die „Dunkelheit“ der Lebensgeschichte des Schweden zu bringen, aber je mehr er herausfindet, desto mehr Tote sind die Folge. Der einzige Schauplatz des Films, der neutral und High-key ausgeleuchtet ist, ist – neben dem im hellen Sonnenlicht liegenden Ort des Raubüberfalls – folgerichtig das Versicherungsbüro von Reardons Chef; gleichzeitig auch der Ort, der am weitesten von Milieu des Verbrechens und seinen Verstrickungen entfernt ist.

##### Mise-en-scène
Zur expressiven Lichtsetzung korrespondiert die extrem tiefenscharfe Fotografie, erreicht durch den Einsatz von Weitwinkelobjektiven und auf Vorbilder wie Orson Welles’ Citizen Kane verweisend. Durch die Schärfentiefe betont Siodmak die Räumlichkeit und Tiefe seiner Szenarien, den filmischen Raum, der, wie Prümm anmerkt, „der Raum der Kontrolle, der Herrschaft, der Macht, aber auch der Gefahr“ ist. Innerhalb dieses tiefen Raums staffelt Siodmak Personen und Objekte oft in Dreieckskonstruktionen. Er inszeniert drei Personen gleichzeitig, zwei Personen und ein prominentes Objekt (etwa die große Lampe, die Kitty und den Schweden bei ihrem ersten Zusammentreffen trennt) oder zum Beispiel zwei Personen und einen Spiegel, um die Ambiguität und Doppeldeutigkeit einer Szene zu erhöhen. Die Ausgewogenheit von Proportionen wird durch die Mise-en-scène gezielt zerstört; oft arrangiert Siodmak Objekte in den Bildvordergrund, die dadurch unnatürlich groß erscheinen. Solche den Zuschauer verstörenden Bildstrategien betonten „das Konfuse, Verlorene, Deformierte und akzentuieren zugleich das Doppelbödige der Erzählung“, wie Grob anmerkt.
Eine Zerstörung der optischen Balance nimmt Siodmak auch in der Boxkampfsequenz vor, in der die scharfen Diagonalen des Boxringseils das Bild zerteilen. Zusammen mit der Lichtsituation und dem die Szene schwängernden Rauch ergäbe sich, so Greco, trotz der Weite des Schauplatzes eine „klaustrophobische Enge“; ein Effekt, den Greco als stilbildend für viele weitere Boxfilme wie Jagd nach Millionen (Body and Soul, 1947), Die Faust im Gesicht (Requiem for a Heavyweight, 1961) und Wie ein wilder Stier (Raging Bull, 1980) ansieht.

##### Kameraführung und Montage
Siodmak nutzt fast ausschließlich die ruhende Kamera. Kamerabewegungen finden nur selten und aus dramaturgischen Gründen statt, etwa als beim ersten Zusammentreffen des Schweden mit Kitty erst der Schwede, seine Freundin Lily und Kitty gemeinsam zu sehen sind und die Kamera dann von Lily wegschwenkt, bis nur noch der Schwede und Kitty im Bild sind. Eine Ausnahme bildet die monolithische, in einer einzigen Fahrt gedrehte Szene des Raubüberfalls, die 18 Kamerastops und mehr als 60 Neufokussierungen der Kamera enthält. Sie wird als technische Paradeübung ohne stilistische Anbindung an den Film gesehen, in der die, so Greco, „planvoll und elegant geführte Kamera“ die Präzision des Verbrechens nachahmt. Durch das grelle Sonnenlicht und die zum Ostküstenschauplatz unpassende Vegetation erhöht sich diese Inkonsistenz.
Der Film hat eine relativ langsame Schnittfrequenz; durchschnittlich findet nur alle 12,5 Sekunden ein Schnitt statt. Trotzdem ergibt sich durch die Vielzahl der Schauplätze und szenischen Situationen ein hohes Tempo. Siodmak montiert den Film aus 43 einzelnen Handlungssegmenten, wobei viele davon aber nur kurze Einführungssequenzen für Rückblenden sind. Siodmak bindet den Zuschauer an das Geschehen durch, wie Prümm anmerkt, „eine kalkulierende Montagefolge, durch den Wechsel von ungewöhnlichen Naheinstellungen und verfremdenden Untersichten.“ Der stete Wechsel von extrem hoch und extrem tief positionierten Kameraperspektiven, wie Siodmak ihn zur Verunsicherung des Zuschauers einsetzte, sollte ein oft verwendetes Erzählmittel des Film noir werden.

#### Dramaturgie

The Killers als Zeitleiste: Die Rückblenden und ihre zeitliche Abfolge im Verhältnis zur Laufzeit des Films

The Killers wird in der Mehrzahl der Publikationen mit Citizen Kane von Orson Welles verglichen. Neben der tiefenscharfen Fotografie ist es besonders die Struktur aus Rückblenden, die zu diesem Vergleich anregt. In elf chronologisch nicht reihenfolglichen Rückblenden erzählen verschiedene Lebenszeugen das Schicksal des Schweden über seine letzten elf Lebensjahre hinweg. Diese Rückblenden beginnen üblicherweise mit einem Voice-over der erzählenden Person und bringen für Reardon nur das zu Tage, was sie wirklich miterlebt und persönlich gesehen haben. Die Rückblenden erweisen sich alle als wahr, sie enthalten keine Lügen der Erzählenden und sind auch keine Traumbilder, wie sich am Schluss in der Auflösung des Plots herausstellt.
Prümm nennt diese narrative Strategie „multiples Erzählen“, eine Aneinanderreihung subjektivierter Erinnerungstexte. Jarvie führt zur Wirkung dieser Suspense aufbauenden Subjektivität aus: „In fast jeder [Rückblende] erhalten wir nur ein Fragment einer Information, die von einem oder mehreren Protagonisten vorher zurückgehalten wurde, deshalb sind sie alle in das Drama falschen Anscheins verstrickt.“ Dadurch, dass die Geschichte aus so vielen Blickwinkeln aufbereitet wird, ist für den Zuschauer im Verlauf des Films eine objektive Realitätsbestimmung ungleich schwieriger, als wenn nur eine Person erzählen würde. Steinbauer-Grötsch merkt an: „Wechselnde Ich-Erzähler schaffen permanent eine Atmosphäre der Ambiguität, in der einzelne Stimmen um die Kontrolle der Narration kämpfen und so die Formulierung einer übereinstimmenden Interpretation der Wirklichkeit schwer, wenn nicht unmöglich machen.“
Dass die Erzählung nicht unter der Last dieser Erinnerungssplitter zusammenbricht, schreibt Bordwell der „Überlagerung zweier dramatischer Erzählstränge“ zu. Einerseits wird das Leben des Schweden erzählt, doch diese Erzählung wird zusammengehalten von der „strengen kausalen Logik“ von Reardons Ermittlungen mit ihren immer wiederkehrenden Motiven und Hinweisen (etwa Kittys Taschentuch). Um die Balance zwischen der Subjektivität der Erinnerungstexte und der in klassischer, objektiver Hollywood-Erzählweise ausgeführten Ermittlungstätigkeit Reardons aufrechtzuerhalten, nutzt Siodmak einige Kunstgriffe: Er bringt zum Beispiel Personen in die Handlung ein, die nur dazu da sind, ihre Erinnerungen preiszugeben, um danach gleich wieder aus der Handlung zu verschwinden. Ein zweiter Kunstgriff ist Siodmaks Strategie, dem Zuschauer durch visuelle Informationen einen Wissensvorsprung zu geben, den Reardon durch die erzählten Erinnerungen allein nicht haben kann. Der Zuschauer weiß zum Beispiel im Gegensatz zu Reardon, dass es Big Jim ist, der den Schweden eine Woche vor dem Mord an der Tankstelle erkennt.

#### Ton und Musik
Lutz Koepnik stellt zum Einsatz des Tons in Siodmaks Film noirs fest: „Siodmaks Gebrauch des Tons begründet sich meistens auf Prinzipien der Vereinzelung, Formalisierung und Stilisierung. Er schafft übertreibende Zusammenstöße von Klängen und Bildern, die dramatische Erfahrungen von Verlust und Zusammenbruch und Ausbrüche unterdrückter Begierde und Gewalt kennzeichnen, aber gleichzeitig auch narrative Möglichkeiten jenseits des klassischen Musters der geschlossenen und kausalen Erzählung eröffnen.“ Diese erzählerischen Möglichkeiten nutzt Siodmak, indem er etwa den Ton in die Folgeszene überlappen lässt oder aber Geschehnisse, die im Off stattfinden, in der Tonspur erlebbar werden lässt. Als der Schwede erschossen wird, sind etwa nur die beiden Killer zu sehen; ihre Schüsse werden von Lichtblitzen begleitet. Der Zuschauer erhält keinen Blick auf das sterbende Opfer und die Situation wird nur durch Licht und Ton erzählt. Quentin Tarantino zitiert diese Szene durch gleiche Kamerapositionierung und fast identische Licht- und Tongestaltung in seinem Film Pulp Fiction an der Stelle, als Jules und Vincent die Kofferdiebe erschießen.
Zur auditiven Wirkung des Films trägt auch Miklós Rózsas Filmmusik bei, deren Hauptthema später Bestandteil der Titelmelodie der Fernsehserie Dragnet wurde. Rózsa urteilt über seinen Score: „The Killers war ein gewalttätiger Film, und meine Filmmusik, die ebenfalls brutal und dissonant war, wurde von Seiten des Studios heftig kritisiert.“ Bestandteil der Filmmusik ist auch ein Jazz-Stück, das im Nachtclub Green Cat beim Zusammentreffen von Reardon und Kitty zu hören ist. Spicer erläutert über den regelmäßigen Gebrauch von Jazz in Siodmaks Noir-Filmen: „Jazz wird [im Film noir] oft benutzt, um verstörte Geisteszustände, fehlende Orientierung oder Zusammenbrüche anzuzeigen, und es war der Film noir […], der die Verbindung zwischen Gewalt im urbanen Kontext […] und abnormer Sexualität schuf, speziell Robert Siodmaks Filme Phantom Lady, The Killers und Criss Cross (Gewagtes Alibi).“ Rózsa erläutert zu dieser Jazz-Sequenz, er habe keine Erfahrung im Jazz gehabt und einen Pianisten einen Boogie-Woogie spielen lassen, über den er selbst Dissonanzen improvisierte. Aus der Dissonanz heraus wechselte Rózsa zum markanten Hauptthema des Films an der Stelle, als die beiden Killer im Green Cat auftauchen. Er verteidigt im Interview den dadurch erzielten dramaturgischen Effekt gegen den Vorwurf der Abgedroschenheit und erklärt, die Melodieführung sei an dieser Stelle lediglich Ergebnis seiner Improvisation gewesen.

### Themen und Motive

#### Hemingways Kurzgeschichte im Kontext des Films
Hemingways 1927 veröffentlichte Kurzgeschichte Die Killer übte in der stilisierten Gangstersprache ihrer Dialoge rasch Einfluss auf das Medium Film aus. So wurden Anlehnungen an Hemingways Dialoge bereits 1928 als Zwischentitel in dem Stummfilm Gärendes Blut (Walking Back) verwendet. In The Killers entsprechen die ersten zwölf Filmminuten Hemingways Kurzgeschichte. Viele der Dialoge sind exakte Übernahmen aus Die Killer. Während jedoch in der Kurzgeschichte Hemingways Held Nick Adams erstmals zu verantwortungsbewussten Handeln animiert wird und dadurch eine „Erleuchtung“ erfährt, bleibt er im Film auf die Rolle des ohnmächtigen Statisten beschränkt und dient mit seinem Kurzauftritt allenfalls als Roter Hering. Shadoian analysiert, die literarische Vorlage sei für den Film nur „eine symbolische einführende Geste“, eine „absurde Umrahmung“ einer zynischen Geschichte, der die Sentimentalität Hemingways völlig abgehe. Clarens resümiert, der Film sei näher an William Riley Burnett als an Hemingway, was er dem Drehbuchautor Huston zuschreibt. Hemingway selbst war äußerst zufrieden mit der Verfilmung seiner Geschichte und soll den Film, den er als private Kopie besaß, mehr als 200 Mal gesehen haben.

#### Weibliche Gier – Die Femme fatale
Kitty Collins entspricht dem im Film noir weit verbreiteten Typus der Femme fatale, die ihre Erotik berechnend zu ihrem Eigennutz einsetzt. Asper erläutert zu den Vamps in Siodmaks Filmen: „Sie verkaufen sich ohne zu zögern an den Meistbietenden, kennen weder Liebe noch Mitleid, ihr Antrieb ist nicht Sex, wie bei den Männern, sondern nur Geld, sie nutzen die Leidenschaft der Männer lediglich für ihre Zwecke aus.“ Kitty personifiziere, wie Greco ausführt, „die Gier und das Böse, das Menschen sich gegenseitig antun können, um sie zu befriedigen.“ Als solches sei sie laut Shadoian „eher ein Symbol als ein Charakter“, eine moderne Circe.
Durch Beleuchtung und Cadrierung verschafft Siodmak der Figur „eine traumartige Sinnlichkeit, die Apotheose einer mythischen Weiblichkeit“, wie Spicer anmerkt. Die Spiegel, die oft in Zusammenhang mit ihr zu sehen sind, signalisierten ihren Narzissmus ebenso wie ihre Doppelzüngigkeit. Krutnik weist zudem darauf hin, dass Kitty in die Handlung eingeführt wird, indem sie ein Lied singt; ein gebräuchliches Stilmittel im Film der 1940er-Jahre. Wie eine Sirene umgarnt sie ihr männliches Opfer und erweckt durch ihren Gesang den Eindruck einer Liebesbedürftigkeit, dem der Mann bedingungslos verfällt und der doch nur kalt kalkulierend eingesetzt wird.

#### Männliche Schwäche – Der Anti-Held
Elsaesser sieht, neben den Lichtgebungscodes, einen wesentlichen Einfluss des Weimarer Kinos auf den Film noir im Motiv des „ängstliche[n], dem Untergang geweihte[n] Mann[es]“, wie es in Filmen wie Der letzte Mann, Das Wachsfigurenkabinett oder Nosferatu thematisiert wurde. Die Figur des Schweden entspricht diesem Topos und spiegelt laut Shadoian eine Stimmung der unmittelbaren Nachkriegszeit wider, „das Gefühl […] von Schuld und Unsicherheit“ der aus dem Krieg heimkehrenden Männer. Werner führt aus: „Nahezu alle Personen Siodmaks scheinen besessen zu sein von einem einzigen Charakterzug“; im Falle von Lancasters Figur ist es die Passivität. Er ergibt sich in sein Schicksal, dass seine verhängnisvolle Liebe zu Kitty seinen Tod bedeutet. Werner nennt ihn „die wohl resignierteste Figur des Film noir“. Krutnik kommentiert, der Schwede fühle sich zu Kitty hingezogen, „weil sie sich von der maskulinen Unterklassenwelt unterscheidet, die er kennt, weil sie ein Bild von Luxus und Glamour repräsentiert.“ Da er ihr nie wirklich nahe sein kann, bleibt ihm nur ihr Taschentuch als fetischiertes Objekt einer Sehnsucht nach etwas Unerreichbarem, ähnlich dem Rosebud Charles Foster Kanes in Citizen Kane.
Die Gefühls- und Erlebenswelt des Schweden wird reduziert auf die sexuelle Begierde. Spicer bezeichnet ihn als einen „wollüstigen Masochisten, der sich nach Niederlage und Tod sehnt.“ Jarvie führt aus: “Sexuelle Anziehungskraft wird als starke, sogar dominierende Basis für eine Beziehung angesehen, doch sie verschleiert alle anderen Aspekte der Figuren […], und der Mann muss akzeptieren, dass es sein Schicksal ist, von dieser Frau zerstört zu werden.” In seiner Schwäche ist der Schwede aber keineswegs ein tragischer Charakter: er lässt sich von romantischen Gefühlen leiten, anstatt moralische Prinzipien zu vertreten oder seinen Verstand zu gebrauchen. Das Publikum ist eher dazu geneigt, sich von ihm zu distanzieren. Gifford resümiert: „Der Schwede ist natürlich desillusioniert, aber er ist auch dumm, ein wirklicher Rohling, und es ist unmöglich, mit ihm Mitleid zu empfinden.“

#### Detektivische Neugier – Der Noir-Held
Die Beziehung von Kitty und dem Schweden wird durch die Figur des Ermittlers Reardon zu einem Dreiecksverhältnis ergänzt. Dessen Nachforschungen sind, so Bould, „eine männliche Untersuchung der Geheimnisse eines Mannes, was (dem Film) einen homoerotischen Kitzel verleiht“. So wie der Schwede auf seine Passivität und Kitty auf ihre Gier reduziert werden, ist Reardons einziger Antrieb seine Neugier. Er unterscheidet sich in seiner professionellen, Gefühlen nicht nachgebenden Arbeitsweise von anderen Detektiven des Film noir, etwa Figuren wie Sam Spade oder Philip Marlowe, die hinter einer zynischen Maske ihre in Wirklichkeit edlen und moralisch hochstehenden Motive verbergen oder in entscheidenden Momenten ihren Gefühlen folgen. Shadoian führt aus: „Reardon ist kein Ödipus. Er ist ein Versicherungsmensch aus Newark, New Jersey, einer Stadt, die geografisch und spirituell weit von Theben entfernt ist. […] The Killers demonstriert keine […] universelle Gerechtigkeit, er demonstriert gar nichts. Er ruht sich auf dem Standpunkt aus, dass es keine Handlungsmöglichkeiten gibt.“ Reardon „lernt nichts und fühlt nichts außer seinen eigenen Neugier. […]. Er ist ein Held ohne heroische Qualifikation“ und somit der „Prototyp des echten Noir-Helden.“

#### Kriminalität
Clarens konstatiert, die Auslegung des Films als Caper-Movie entspreche der Stimmung der Nachkriegszeit. Die Zuschauer reflektierten ihre eigenen Kriegserfahrungen in der filmischen Repräsentation von Männern, die gemeinsam an einem Ziel arbeiten, wobei jeder seine individuellen Fähigkeiten einsetzt. Er merkt an: „Der Raubüberfall war die Verfeinerung einer Kriegsgeschichte zu Friedenszeiten, indem man die Dynamik beibehielt, aber wehende Fahnen und Kriegsrhetorik durch das Verbrechen ersetzte.“ Ebenso wie der Krieg zeige die Kriminalität, wie leicht moralische Grenzen zu überschreiten seien und dass Zivilisten entbehrliche Opfer seien. Greco sieht in The Killers den Prototyp des „How-To-Gangsterfilms“, in dem die Gedankengänge und Planungen der Gangster im Einzelnen nachvollziehbar dargestellt werden; ein Trend, der in Filmen wie Gangster in Key Largo (1948) seine Fortsetzung finden sollte.
Siodmak richtet sein Hauptaugenmerk aber nicht auf die Kriminalhandlung und die technischen Einzelheiten des Verbrechens, sondern auf die Beziehungen der Protagonisten zueinander, durch die verbrecherischer Akt und Mord erst in Gang gesetzt werden. Wie bei Hitchcock sei in The Killers „die Verbrechenserzählung nur ein Vehikel, um zu weit tieferen Schichten zu gelangen“, wie Prümm anmerkt. Clarens sieht die Vernachlässigung der Kriminalgeschichte in der Art und Weise bestätigt, wie Siodmak den Raubüberfall inszeniert, nämlich aus einem „olympischen Standpunkt“ heraus, der „die harten Tatsachen des Verbrechens zu verachten scheint“. Durch diese, so Shadoian, „gottartige Objektivität“ erscheine die ganze Episode „unendlich klein, unwirklich, unwichtig, das Fragment eines Traums“. Prümm merkt an, die Szene stehe als „geschlossenes Aktionsbild“ in Lumierescher Tradition, indem Vorgang und kinematographische Repräsentation eine Einheit bildeten; ein scharfer Kontrast zu den konfus-zerrissenen Erinnerungsbildern, die der Film sonst in den Vordergrund rückt und somit ein Ausschluss aus der Haupthandlung.

#### Fatalismus und Nihilismus
Für Shadoian ist The Killers „ein ungewöhnlich komplizierter Film, und alle seine Komplikationen sind bedeutungslos, eine geschäftige Maskerade eines Lebens, hinter dem unendliche Verzweiflung liegt.“ Shadoian beantwortet die Kernfrage des Films, warum der Schwede sterben musste, so: „Der Film sagt, er starb für nichts.“ Der Film schaffe ein narratives „Muster der Bedeutungslosigkeit“, da von Anfang an feststeht und dem Zuschauer immer wieder ins Gedächtnis gerufen wird, dass der Schwede tot ist. Dem Zuschauer bleibt ein Happy End verwehrt, und selbst der Ermittlungserfolg des Detektivs wird durch die letzte Szene in zynischer Weise marginalisiert.
Asper kommentiert die zutiefst pessimistische Weltsicht in Siodmaks Kriminalfilmen: „In Siodmaks Gangsterdramen […] gibt es überhaupt keine Happy Ends […], sie enden in einem Gemetzel, dem nahezu alle Protagonisten zum Opfer fallen, und auch die Überlebenden haben keinerlei Chance mehr. […]. Es gibt keine positiven Charaktere, jede zwischenmenschliche Beziehung ist zerstört […]. Gefühle wie Liebe und Mitleid erscheinen vollständig korrumpiert, in Siodmaks Welt gibt es […] keine Humanität und auch keine utopischen Glücksvorstellungen, seine Film noirs enden in einem völligen Nihilismus.“

### Literarische Vorlage
- Ernest Hemingway: Die Killer in: Die Nick-Adams-Stories. Mit einem Vorwort von Philip Young. Deutsch von Annemarie Horschitz-Horst und Richard K. Flesch. Reinbek bei Hamburg 1999. Rowohlt-Taschenbuch-Verlag, rororo 15091, ISBN 3-499-15091-3.

### Sekundärliteratur
- Helmut G. Asper: Filmexilanten im Universal Studio 1933–1960. Bertz & Fischer, Berlin 2005, ISBN 3-86505-163-4.
- Alexander Ballinger & Danny Graydon: The Rough Guide to Film Noir. Rough Guides Ltd., London und New York 2007, ISBN 978-1-84353-474-7.
- David Bordwell: Narration in the Fiction Film. The University of Wisconsin Press, Madison 1985, ISBN 0-299-10174-6.
- Carlos Clarens: Crime Movies. Da Capo Press, Cambridge 1997, ISBN 0-306-80768-8.
- Joseph Greco: The File on Robert Siodmak in Hollywood: 1941–1951. Dissertation.com USA 1999, ISBN 1-58112-081-8.
- Mark T. Conard (Hrsg.): The Philosophy of Film Noir. The University Press of Kentucky, Lexington 2006, ISBN 0-8131-2377-1.
- Wolfgang Jakobsen und Hans Helmut Prinzler (Hrsg.): Siodmak Bros. Berlin – Paris – London – Hollywood. Stiftung Deutsche Kinemathek und Argon Verlag GmbH, Berlin 1998, ISBN 3-87024-469-0.
- Frank Krutnik: In a Lonely Street – Film noir, Genre, Masculinity. Routledge, London und New York 1991, ISBN 0-415-02630-X.
- Robert Siodmak, Hans-Christoph Blumenberg (Hrsg.): Zwischen Berlin und Hollywood –Erinnerungen eines großen Filmregisseurs. Herbig Verlag, München 1980, ISBN 3-8004-0892-9.
- Jack Shadoian: Dreams & Dead Ends – The American Gangster Film. Oxford University Press, New York 2003, ISBN 0-19-514292-6.
- Andrew Spicer: Film Noir. Pearson Education Ltd., Harlow 2002, ISBN 0-582-43712-1.
- Barbara Steinbauer-Grötsch: Die lange Nacht der Schatten – Film noir und Filmexil. Bertz & Fischer, Berlin 2005, ISBN 3-86505-158-8.
- Paul Werner: Film noir – Die Schattenspiele der „schwarzen Serie“. Fischer Taschenbuch Verlag, Frankfurt/Main 1985, ISBN 3-596-24452-8.
- Harris, Oliver: Film Noir Fascination : Outside History, but Historically So. In: Cinema Journal 43 (2003), Nr. 1, S. 3–24